# Spergularia doumerguei
Spergularia doumerguei är en nejlikväxtart som beskrevs av Julien Foucaud och Monnier. Spergularia doumerguei ingår i släktet rödnarvar, och familjen nejlikväxter. Inga underarter finns listade i Catalogue of Life.